# Black Sabbath (album)
A Black Sabbath az angol Black Sabbath együttes első stúdióalbuma, amely 1970. február 13-án, pénteken (!) jelent meg Angliában, míg az Egyesült Államokban pár hónappal később, júniusban. A nagylemez a 8. helyig jutott a brit albumlistán, és 23. lett a Billboard lemezeladási listáján Amerikában.
Ennek és a Paranoid című következő album sikerének köszönhetően került be a köztudatba is a heavy metal kifejezés, amely a rockzenének azt a súlyosabb, „mennydörgő” változatát jellemezte, amit a Black Sabbath képviselt.
A legnagyobb problémánk mindig az volt, hogy azoknak az embereknek, akikkel felvételt készítünk, elmagyarázzuk, hogyan épül fel a hangzásunk. … Nem voltak képesek felfogni, hogy mi olyan zenekar vagyunk, akik együtt szólnak jól, nem számít az egyes zenészek hogyan szólalnak meg egyénileg. Ez tulajdonképpen egy "azt kapod, amit látsz" helyzet: csak besétáltunk, bekapcsoltuk az erősítőt és játszottunk; köszi és jóccakát.
Nem csak az album dalainak hangzása, hanem a basszusgitáros Geezer Butler által írt dalszövegek is az akkoriban megszokottnál sötétebb hangulatúak voltak: kísérteties, misztikus témákat dolgoztak fel. Minderre ráerősített az album sejtelmes borítója, valamint a belső oldalon található fordított kereszt képe, és benne egy okkult témájú vers sorai. Ezek miatt a zenekart sokáig sátánistának bélyegezték.
Megjelenése után egy évvel, 1971 júniusában az album aranylemez lett Amerikában, az 1 millió eladott példányt jelentő platina státuszt pedig 1986 októberében érte el. A nagylemezt 1989-ben a Kerrang! magazin Minden idők 100 legjobb heavy metal albuma listáján a 31. helyre rangsorolta. Habár a Rolling Stone korabeli kritikája nem dicsérte, 2003-ban a magazin Minden idők 500 legjobb albuma elnevezésű listájára felkerült a 241. helyen. A lemezt 2017-ben a Rolling Stone magazin a Minden idők 100 legjobb metalalbuma listáján az 5. helyre rangsorolta. Az album szerepel az 1001 lemez, amit hallanod kell, mielőtt meghalsz című könyvben.

## Az album dalai
Minden dalt Tony Iommi, Bill Ward, Geezer Butler, Ozzy Osbourne írt, kivéve az "Evil Woman" (Larry Weigand, Dick Weigand and David Wagner) és a "The Warning" (Dunbar/Dmochowski/Hickling/Moorshead) dalokat.
| 1. | Black Sabbath                                        | 6:21  |
| 2. | The Wizard                                           | 4:24  |
| 3. | Behind the Wall of Sleep                             | 3:37  |
| 4. | N.I.B.                                               | 6:06  |
| 5. | Evil Woman (Crow-feldolgozás)                        | 3:25  |
| 6. | Sleeping Village                                     | 3:46  |
| 7. | The Warning (Aynsley Dunbar Retaliation-feldolgozás) | 10:32 |

| 1. | Black Sabbath                                   | 6:20  |
| 2. | The Wizard                                      | 4:22  |
| 3. | Wasp/Behind the Wall of Sleep/Basically/ N.I.B. | 9:44  |
| 4. | Wicked World                                    | 4:30  |
| 5. | A Bit of Finger/ Sleeping Village/ Warning      | 14:32 |

| 1. | Wicked World (kislemez B-oldal)            | 4:44 |
| 2. | Black Sabbath (studio out-take)            | 6:22 |
| 3. | Black Sabbath (instrumental)               | 6:13 |
| 4. | The Wizard (studio out-take)               | 4:46 |
| 5. | Behind the Wall of Sleep (studio out-take) | 3:41 |
| 6. | N.I.B. (instrumental)                      | 6:08 |
| 7. | Evil Woman (alternative version)           | 3:47 |
| 8. | Sleeping Village (intro)                   | 3:45 |
| 9. | The Warning (part 1)                       | 6:58 |

## Közreműködők
Együttes
- Ozzy Osbourne – ének, szájharmonika
- Tony Iommi – gitár, billentyűsök
- Geezer Butler – basszusgitár
- Bill Ward – dob

Produkció
- Roger Bain – producer
- Tom Allom – hangmérnök
- Barry Sheffield – hangmérnök
- Marcus Keef – grafika, fotók